# Survivor Series (1988)
Survivor Series (1988) — щорічне pay-per-view шоу «Survivor Series», що проводиться федерацією реслінгу WWE. Шоу відбулося 24 листопада 1988 року в Richfield Coliseum у Огайо, США. Це було друге шоу в історії «Survivor Series». Чотири матча відбулися під час шоу.